# Magnus Colossus
Magnus Colossus in Terra Mítica (Benidorm, Alicante, Spanien) ist eine Holzachterbahn des Herstellers Roller Coaster Corporation of America, die am 27. Juli 2000 eröffnet wurde. Seit 2016 ist Magnus Colossus geschlossen.
Als besonderen Höhepunkt bot die 1149,7 m lange Bahn einen 36 m hohen Double-Dip-Drop, auf dem die Züge eine Höchstgeschwindigkeit von 92 km/h erreichen.

## Züge
Magnus Colossus besitzt zwei Züge mit jeweils sieben Wagen. In jedem Wagen können vier Personen (zwei Reihen à zwei Personen) Platz nehmen.

## Galerie

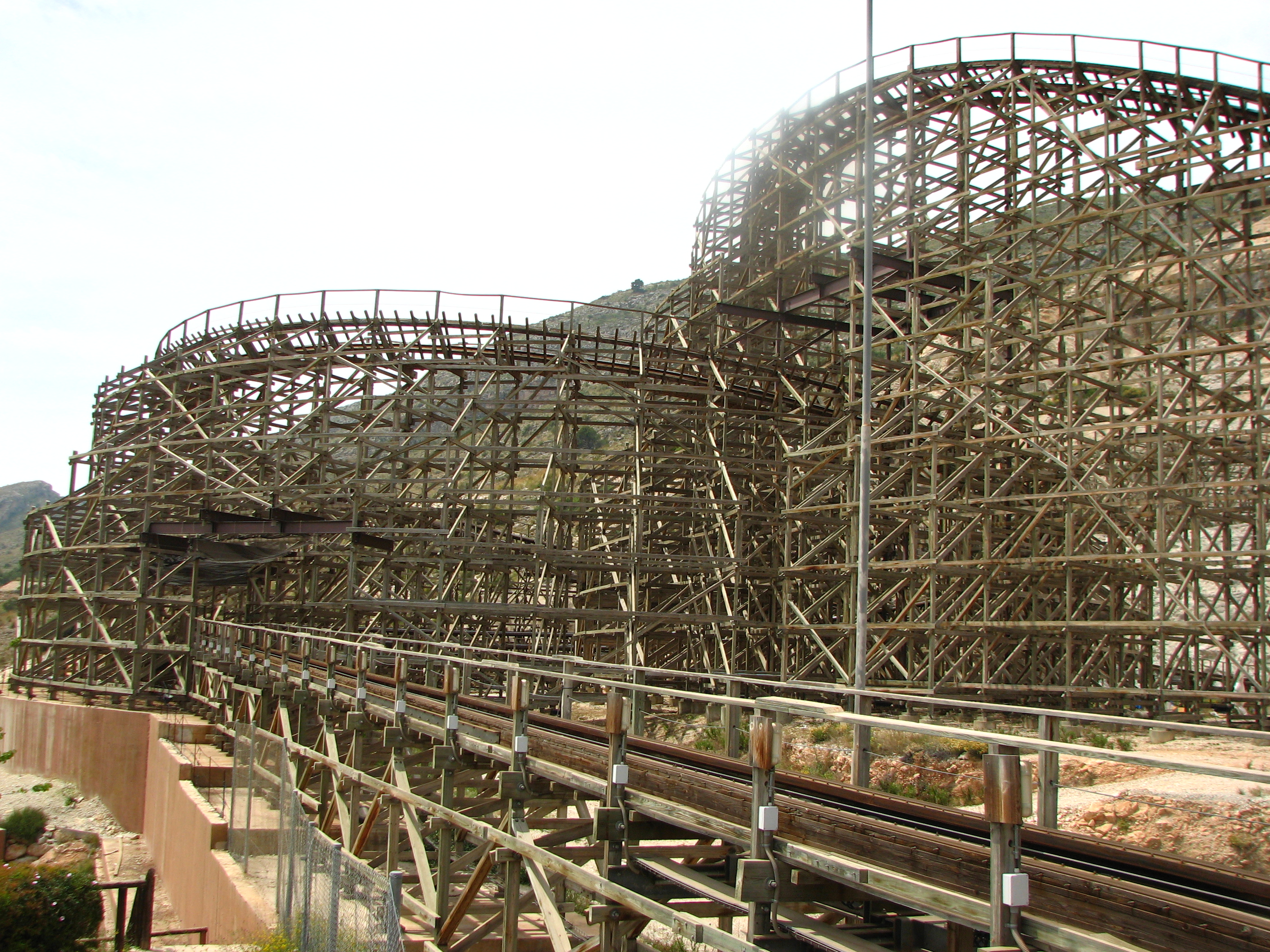
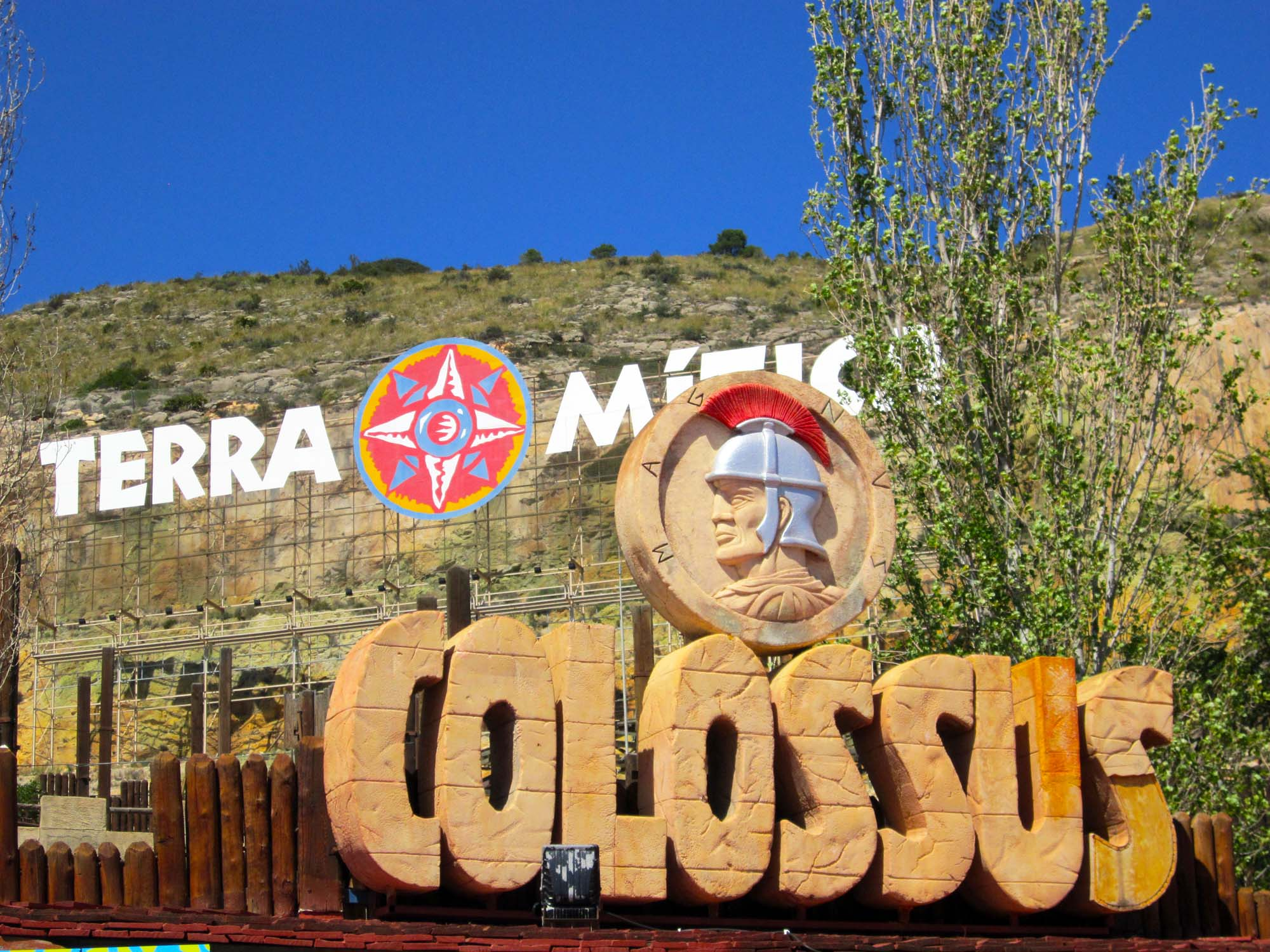